# Сан-Жозе-ди-Пираньяс
Сан-Жозе-ди-Пираньяс (порт. São José de Piranhas) — муниципалитет в Бразилии, входит в штат Параиба. Составная часть мезорегиона Сертан штата Параиба. Входит в экономико-статистический микрорегион Кажазейрас. Население составляет 18 062 человека на 2006 год. Занимает площадь 677,292 км². Плотность населения — 26,7 чел./км².

## Статистика
- Валовой внутренний продукт на 2003 год составляет 33 074 001,00 реалов (данные: Бразильский институт географии и статистики).
- Валовой внутренний продукт на душу населения на 2003 год составляет 1839,90 реалов (данные: Бразильский институт географии и статистики).
- Индекс развития человеческого потенциала на 2000 год составляет 0,612 (данные: Программа развития ООН).